# Derrick Smith
Derrick Smith (n. 26 de septiembre de 1991) es un futbolista que se desempeña como defensa en el equipo de los Pittsburgh Panthers y en la selección de fútbol de las Islas Vírgenes de los Estados Unidos. 

## Carrera
Smith comenzó a jugar en los Pittsburgh Panthers en el año 2011.
En ese mismo año hizo su debut como internacional en la selección de su país para disputar los partidos para la clasificación para la Copa Mundial de Fútbol de 2014. 